# IntercontinentalExchange
IntercontinentalExchange, Inc., känd som ICE, (NYSE: ICE) är ett amerikanskt finansbolag som driver Internet-baserade marknadsplatser inom terminshandel och over-the-counter (OTC) energi- och varukontrakt samt derivatahandel med finansiella produkter. Medan företagets ursprungliga inriktning var energiprodukter (råolja och raffinerad olja, naturgas, elektricitet och utsläpp), har de senaste förvärven expanderat sin verksamhet till de "mjuka" råvaror (socker, bomull och kaffe), valuta- och aktieterminsindex.
För närvarande är ICE organiserad i tre affärsområden:
ICE Markets - terminer, optioner och OTC-marknader. Energi handlas via ICE Futures Europa, mjuk råvaruterminer/optioner hanteras av ICE Futures USA
ICE Tjänster - elektronisk handel bekräftelser och utbildning.
ICE Data - elektronisk leverans av uppgifter om marknaden, bland annat i realtid handel, historiska priser och dagliga index.
Kontrakt som säljs via ICE Futures USA behandlas genom ett dotterbolag, ICE Clear USA (ICEUS). I maj 2008 lanserade ICE egna Clearing House, ICE Clear, med avdelningar för Europa, USA, Kanada & Trust (ICEU), med huvudkontor i Atlanta. ICE har också kontor i Calgary, Chicago, Houston, London, New York och Singapore samt sitt regionala telekommunikation nav i Chicago, New York, London och Singapore.